# سيدي اخريبيش

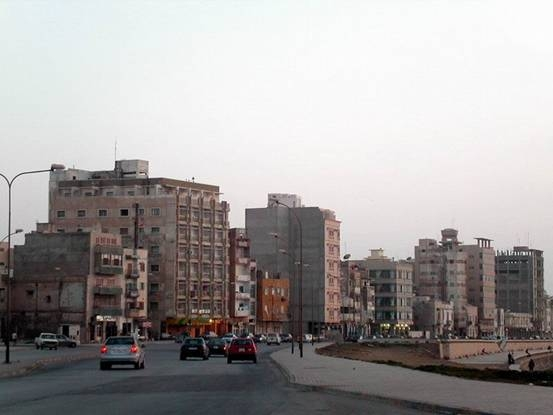
مباني قبالة شاطئ الشابي بحي اخريبيش

سيدي اخريبيش حي يقع في مركز مدينة بنغازي، يحده من الشرق حي الصابري ومن الغرب وسط البلاد ومن الجنوب الفندق البلدي وسوق الجريد. أقيم هذا الحي على أنقاض مدينة برنيكي "برنيق"، ولاتزال المنطقة تحوي مجموعة من الآثار التي تعود لتلك الفترة وماتلاها. ويوجد به عدة شوارع قديمة متفرعة داخل المنطقة المعروفة سابقا بالتوريلي منها علي سبيل المثل شارع باله وشارع البعجة وشارع كويري وشارع سيدي بوسعيد وشارع بوغوله. ويضم الحي منطقة أثرية  
وينقسم إلى: سيدي خريبيش، الشابي، التوريللي.

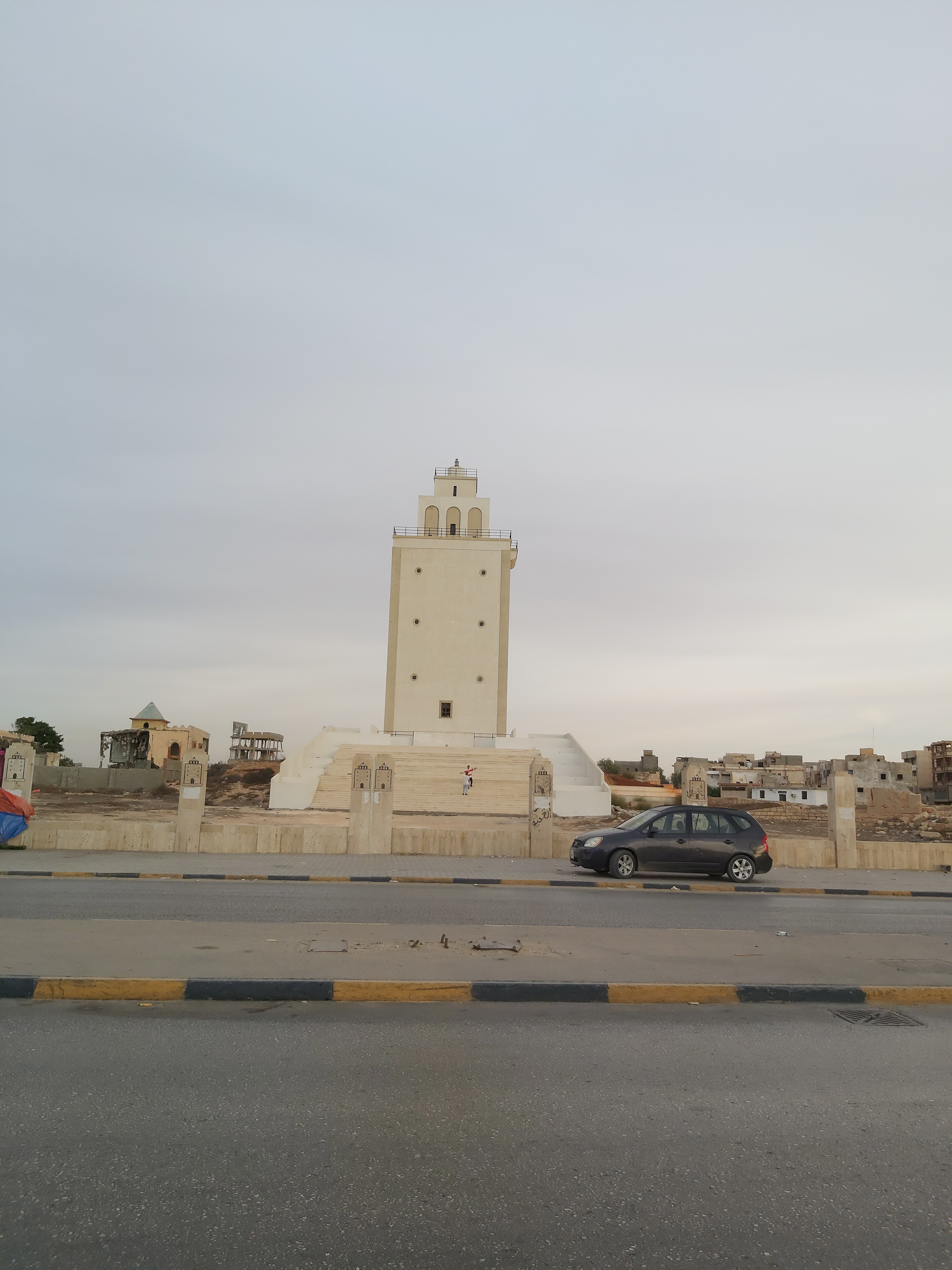
lighthouse in Benghazi

## سبب التسمية
يرجع السبب إلى ولي صالح سيدي اخريبيش المدفون في موقع منارة بنغازي.

## مواضيع ذات علاقة
- الصابري
- جليانة
- ميدان البلدية
- منارة بنغازي